# Temple de Karnak

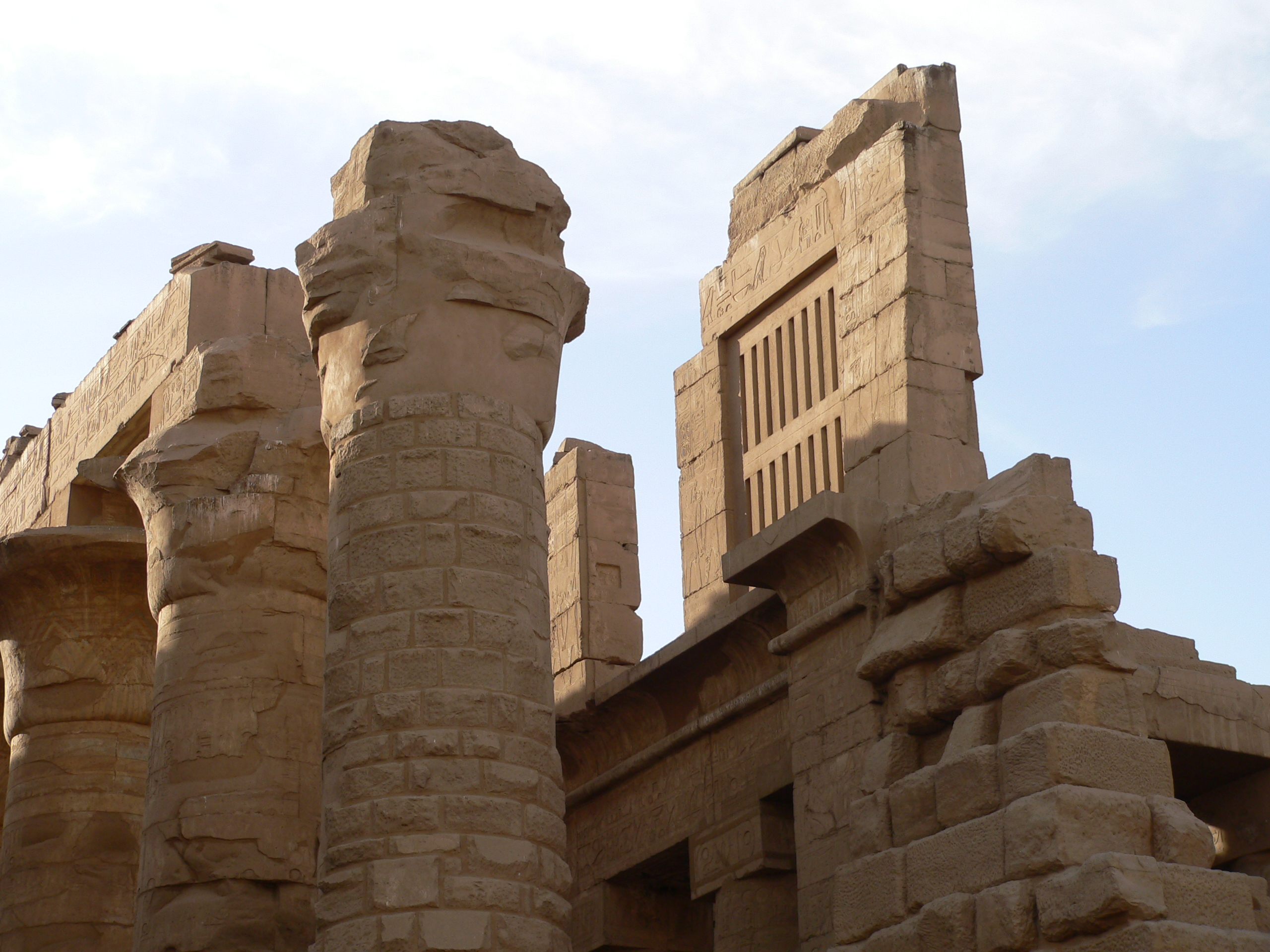
Temple de Karnak

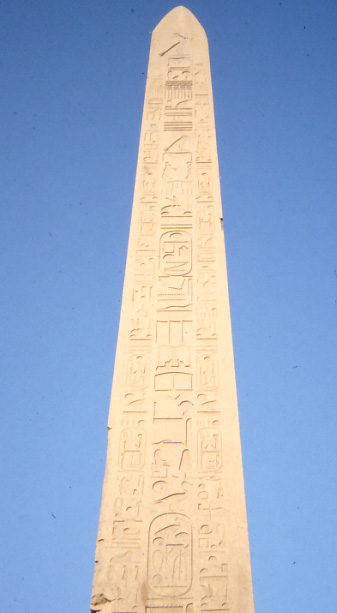
Obelisc de Karnak

El temple de Karnak és un complex religiós de l'antic Egipte construït a Karnak, connecta el temple de Mut i el temple d'Amon-Ra amb el temple de Luxor. Està format per quatre parts de les quals només una, el temple principal (la més gran de les quatre), està dedicada a Amon-Ra.  El nom /ˈkɑːr.næk/,  deriva de l'àrab: خورنق Khurnaq ‘poble fortificat’.
Forma part del conjunt denominat Antiga Tebes amb les seves necròpolis, declarat patrimoni de la Humanitat per la Unesco el 1979. És el conjunt de temples més gran d'Egipte.

## Història
La construcció del complex va començar durant el regnat de Senusret I, entre 1971 i 1926 aC, a l'Imperi Mitjà (al voltant de 2000 a 1700 aC) i va continuar fins al Regne Ptolemaic (305-30 aC), tot i que la majoria dels edificis existents daten de l'Imperi Nou. L'àrea al voltant de Karnak era l'antic egipci Ipet-isut (El més seleccionat dels llocs) i el principal lloc de culte de la Dinastia XVIII tebana, amb el déu Amon com a cap. Forma part de la ciutat monumental de Tebes, i l'any 1979 va ser inscrita a la Llista del Patrimoni Mundial de la UNESCO juntament amb la resta de la ciutat. El complex de Karnak dona nom al poble modern proper i parcialment envoltat d'El-Karnak, a 2,5 quilòmetres al nord de Luxor.
La història del complex de Karnak és en gran part la història de Tebes i el seu paper canviant en la cultura. Els centres religiosos variaven segons la regió, i quan es va establir una nova capital de la cultura unificada, els centres religiosos d'aquella zona van guanyar protagonisme. La ciutat de Tebes no sembla haver tingut gaire importància abans de la dinastia XI i la construcció anterior de temples allà hauria estat relativament petita, amb santuaris dedicats a les primeres deïtats de Tebes, la deessa de la Terra Mut i Montu . Els primers edificis van ser destruïts pels invasors. El primer artefacte conegut trobat a la zona del temple és una petita columna octogonal de la dinastia XI, que esmenta Amon-Ra. Amon (de vegades anomenat Amen) va ser durant molt de temps la deïtat tutelar local de Tebes. Va ser identificat amb el moltó i l'oca. El significat egipci d'Amon és amagat o el déu ocult.
Les principals obres de construcció del recinte d'Amon-Ra van tenir lloc durant la dinastia XVIII, quan Tebes es va convertir en la capital de l'antic Egipte unificat. Gairebé tots els faraons d'aquella dinastia van afegir alguna cosa al recinte del temple. Tutmosis I va erigir un mur de tancament que connectava el quart i el cinquè piló, que constitueixen la part més antiga del temple que encara es conserva in situ . Hatxepsut va fer construir monuments i també va restaurar el recinte original de Mut, que havia estat devastat pels governants estrangers durant l'ocupació hicsos. Feia erigir dos obeliscs bessons, en aquell moment els més alts del món, a l'entrada del temple. Un encara es manté dret, com el segon obelisc antic més alt que encara es troba a la Terra; l'altre s'ha ensorrat i està trencat.
Durant segles, aquest lloc va influir molt, i va ser un centre religiós egipci. El temple principal estava dedicat al culte del déu Amon, però com en altres temples egipcis també s'hi veneraven altres divinitats.
Un altre dels seus projectes al lloc, la Capella Roja o Chapelle Rouge de Karnak, estava pensada com un santuari amb barca i originalment podria haver estat situada entre els seus dos obeliscs. Més tard va ordenar la construcció de dos obeliscs més per celebrar el seu setzè any com a faraona; un dels obeliscs es va trencar durant la construcció i, per tant, se'n va construir un tercer per substituir-lo. L'obelisc trencat va ser deixat a la seva pedrera a Assuan, on encara es troba. Conegut com a l'obelisc inacabat, proporciona proves de com s'extreien els obeliscs.
El temple fou construït al segle xvi aC, i uns trenta faraons en van prendre part poc o molt en la construcció. La construcció de la Gran Sala Hipòstila també podria haver començat durant la dinastia XVIII (tot i que la majoria de les noves construccions es van dur a terme sota Seti I i Ramsès II al segle xix). Merenptah, també de la dinastia XIX, va commemorar les seves victòries sobre els pobles del mar a les parets de la Cort Cachette, l'inici de la ruta processional (també coneguda com a l'Avinguda de les Esfinxs) cap al Temple de Luxor. L'últim canvi important en el disseny del recinte d'Amon-Ra va ser l'addició del Primer Piló i els enormes murs de tancament que envolten el recinte, tots dos construïts per Nectabeu I de la Dinastia XXX.

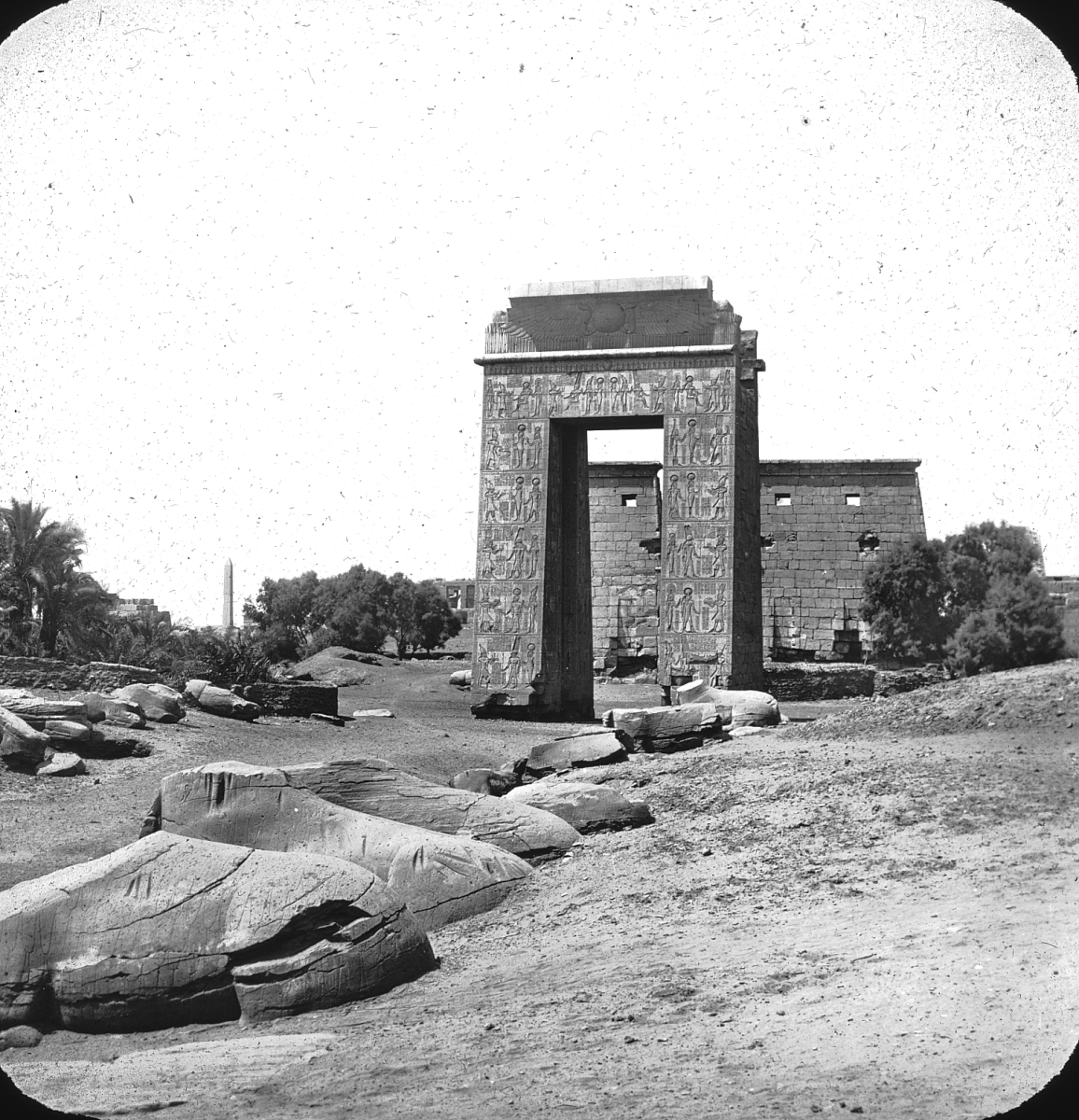
Porta a Karnak. Arxius del Museu de Brooklyn, Col·lecció d'Arxius Goodyear (abans de 1923)

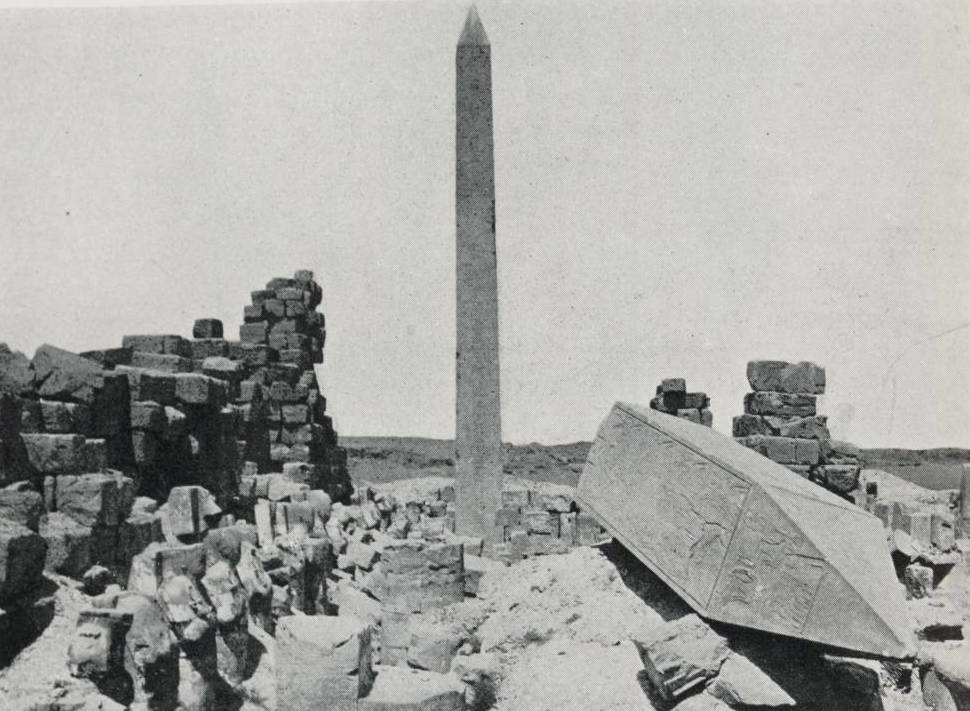
Obeliscs de Hatshepsut: un obelisc alt s'alça sobre un camp de runes i maons; en primer pla hi ha la part superior d'un altre obelisc. (1906)

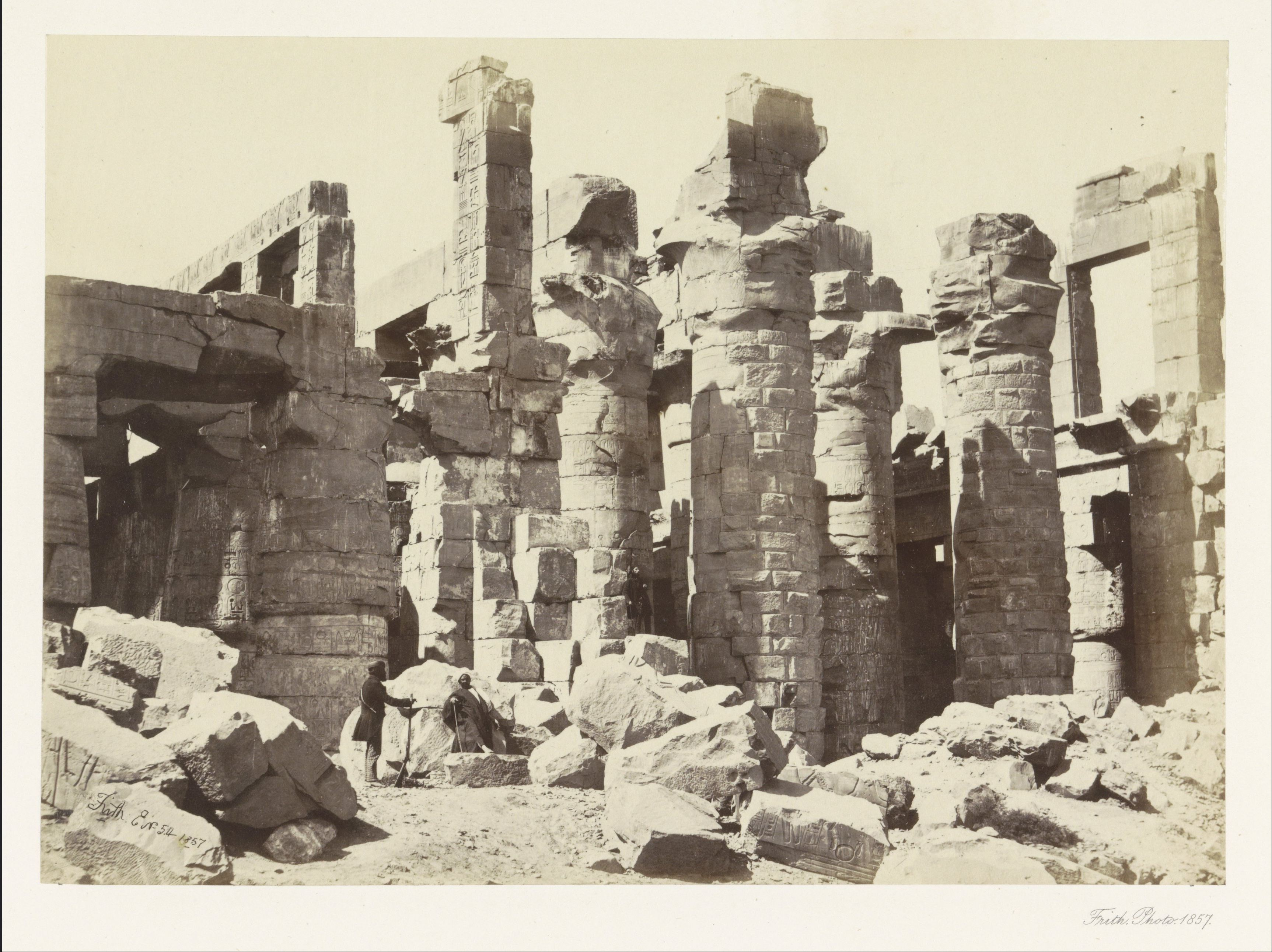
La Gran Sala Hipòstila (1857, Rijksmuseum, Països Baixos)

Els escriptors grecs i romans de l'antiguitat van escriure sobre una sèrie de monuments a l'Alt Egipte i Núbia, com ara Karnak, el temple de Luxor, els colossos de Memnon, Esna, Edfu, Kom Ombo, Philae i altres.Però ara gairebé no hi ha turistes. Primer la pandèmia de Covid, després la violència des del cop d'estat militar de fa dos anys, els han allunyat.
El 323 dC, l'emperador romà Constantí el Gran va reconèixer la religió cristiana i, l'any 356, Constanci II va ordenar el tancament dels temples pagans de tot l'Imperi Romà, al qual Egipte havia estat annexat l'any 30 aC. En aquella època, Karnak estava pràcticament abandonada, i es van fundar esglésies cristianes entre les ruïnes. L'exemple més famós d'això és la reutilització de la sala central del Festival Hall de Thutmosis III, on encara es poden veure decoracions pintades de sants i inscripcions coptes .

## Parts principals
Les seves parts principals són:
- El gran temple d'Amon o Amon-Ra 
  - El temple d'Opet, dins el recinte del gran temple d'Amon
  - Temple de Ptah, dins el recinte del gran temple d'Amon
  - Temple d'Osiris de Taharqa, dins el recinte del gran temple d'Amon
  - Temple del Festival d'Amenhotep II, dins el recinte del gran temple d'Amon
  - Temple d'Osiris Hek-Djet, dins el recinte del gran temple d'Amon
  - Temple de Ramsès II, dins el recinte del gran temple d'Amon
  - La capella roja d'Hatshepsut, de la barca solar, dins el recinte del gran temple d'Amon
  - La capella blanca de Sesostris I, del festival Heb Sed, dins el recinte del gran temple d'Amon
- El temple de Khonsu, dins el recinte del gran temple d'Amon
- El temple de Mut[8]
  - Temple de Khonsupakherod (conegut com a temple A)
  - Temple de Ramsès III (conegut també com a temple C)
  - Temple d'Amon-Kamutef
  - Llac sagrat Isheru
- El temple de Montu
  - Temple de Monut
  - Temple de Ma'at
  - Temple d'Harpara
  - Temple de Tuthmosis I a Karnak
- Temple d'Amenhotep IV (construït els primers anys de regnat, després es canvià el nom pel d'Akhenaton), en queden unes minses ruïnes.[9]

El gran temple d'Amon o Amon-Ra és el més gran de tot el complex, i està dedicat a Amon-Ra, cap de la tríada de déus de Tebes. Fou construït en l'Imperi Mitjà i va continuar la construcció i arranjament fins al temps dels Ptolemeus. El temple de Montu era dedicat a Montu, fill d'Amon-Ra i Mut, un déu guerrer, i està situat al nord del gran temple d'Amon. Al sud, es troba el temple de Mut, dedicat a la dea mare, amb diversos temples associats i el llac sagrat. Finalment, el temple d'Amenhotep IV, construït per aquest faraó en els primers quatre anys de regnat (a partir del sisè any, va agafar el nom d'Akhenaton), és a l'est del complex principal i fou destruït després de la mort del faraó, i avui dia en queden molt poques restes, i se'n desconeix la mesura original.

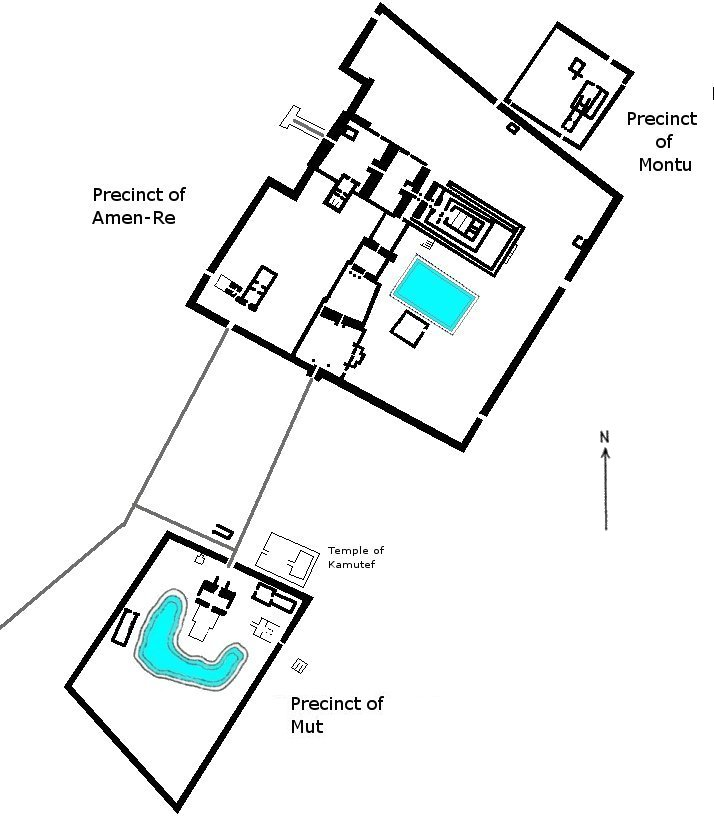
Plànol del temple de Karnak

També existien nombrosos templets i capelles més petits i múltiples estances situades dins els murs que rodejaven les zones principals. La diferència principal entre el temple d'Amon a Karnak i la majoria dels temples egipcis és el temps i l'esforç invertits en la construcció i posteriors ampliacions. Uns trenta faraons van contribuir en les seves edificacions i convertiren el complex en un conjunt, que per la superfície d'unes trenta hectàrees) ateny una grandaria que no s'havia conegut mai.
L'entrada, entre dos pilons gegants, està precedida per una avinguda d'esfinxs, amb cap d'animals, símbols del déu Amon. S'arriba a un gran pati porticat on es troba, a l'esquerra, un templet del faraó Seti II, la columna de Taharqa i la monumental estàtua de Pinedjem I, a la dreta del temple de Ramsés III, davant la sala hipòstila, i una mica més al fons dels obeliscs de Thutmose I i Hatshepsut; després hi ha una sèrie d'estances, amb patis menors, i el santuari, al qual només tenien accés el faraó i els sacerdots.
La sala hipòstila està composta per nombroses columnes que encara conserven les seves inscripcions i algunes encara mantenen restes de pintura original. Els seus capitells tenen forma de papir (papiriformes). El santuari és al centre del temple.
En l'antic Egipte, la construcció dels temples començava sempre pel santuari, cosa que significa que Karnak es va començar pel centre i es va acabar de construir per les entrades del recinte. Tot en conjunt estava ricament decorat i pintat en vius colors.
El complex de Karnak és el conjunt del culte religiós conegut més antic del món. Un museu enorme a l'aire lliure mostra importants restes de la cultura de l'antic Egipte. Després de les piràmides de Guiza, és el segon lloc més visitat d'Egipte. És el recinte de culte més gran del món antic i modern.

### Coneixement europeu de Karnak
La ubicació exacta de Tebes era desconeguda a l'Europa medieval, tot i que tant Heròdot com Estrabó donen la ubicació exacta de Tebes i quant de temps cal recórrer Nil amunt per arribar-hi. Els mapes d'Egipte, basats en la gegantina obra Geographia de Claudi Ptolemeu del segle II, circulaven per Europa des de finals del segle XIV, i tots mostraven la ubicació de Tebes (Diòspolis). Malgrat això, uns quants autors europeus dels segles XV i XVI que només van visitar el Baix Egipte i van publicar els seus relats de viatges, com ara Joos van Ghistele i André Thévet, van situar Tebes a Memphis o a prop d'ella.

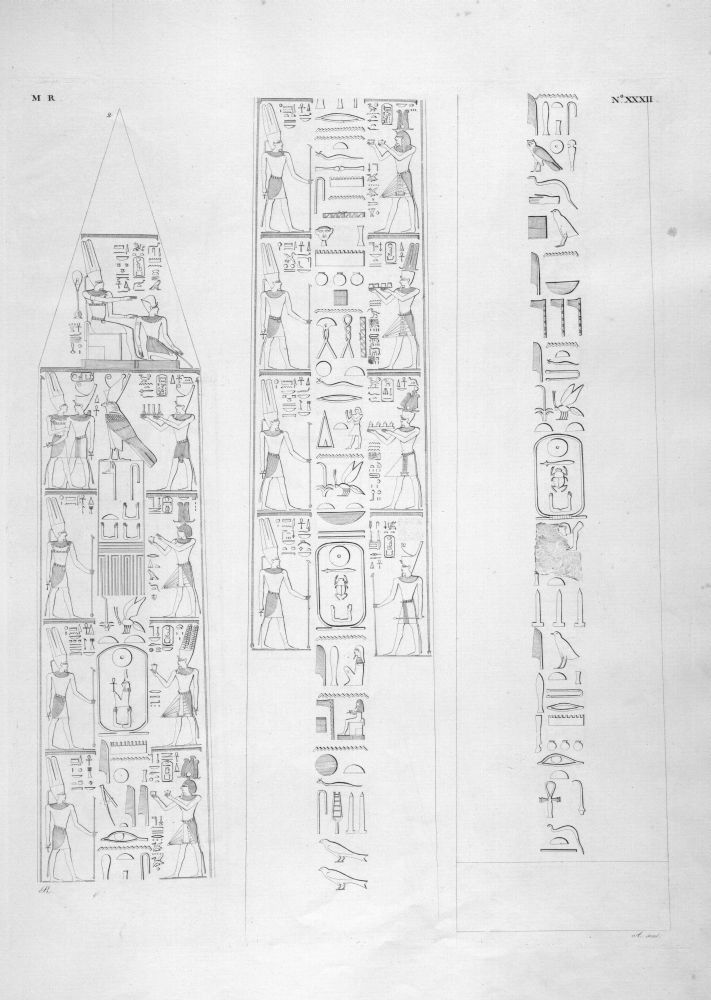
Jeroglífics del gran obelisc de Karnak, transcrits per Ippolito Rosellini el 1828

La primera descripció europea del complex del temple de Karnak va ser feta per un venecià desconegut el 1589 i es troba a la Biblioteca Nazionale Centrale di Firenze, tot i que el seu relat no dóna cap nom al complex.
Karnak (Carnac) com a nom de poble i nom del complex es documenta per primera vegada el 1668, quan dos germans missioners caputxins, Protais i Charles François d'Orléans, van viatjar per la zona. Els escrits de Protais sobre el seu viatge van ser publicats per Melchisédech Thévenot (Relations de divers voyages curieux, edicions de la dècada de 1670 a 1696) i Johann Michael Vansleb (The Present State of Egypt, 1678).

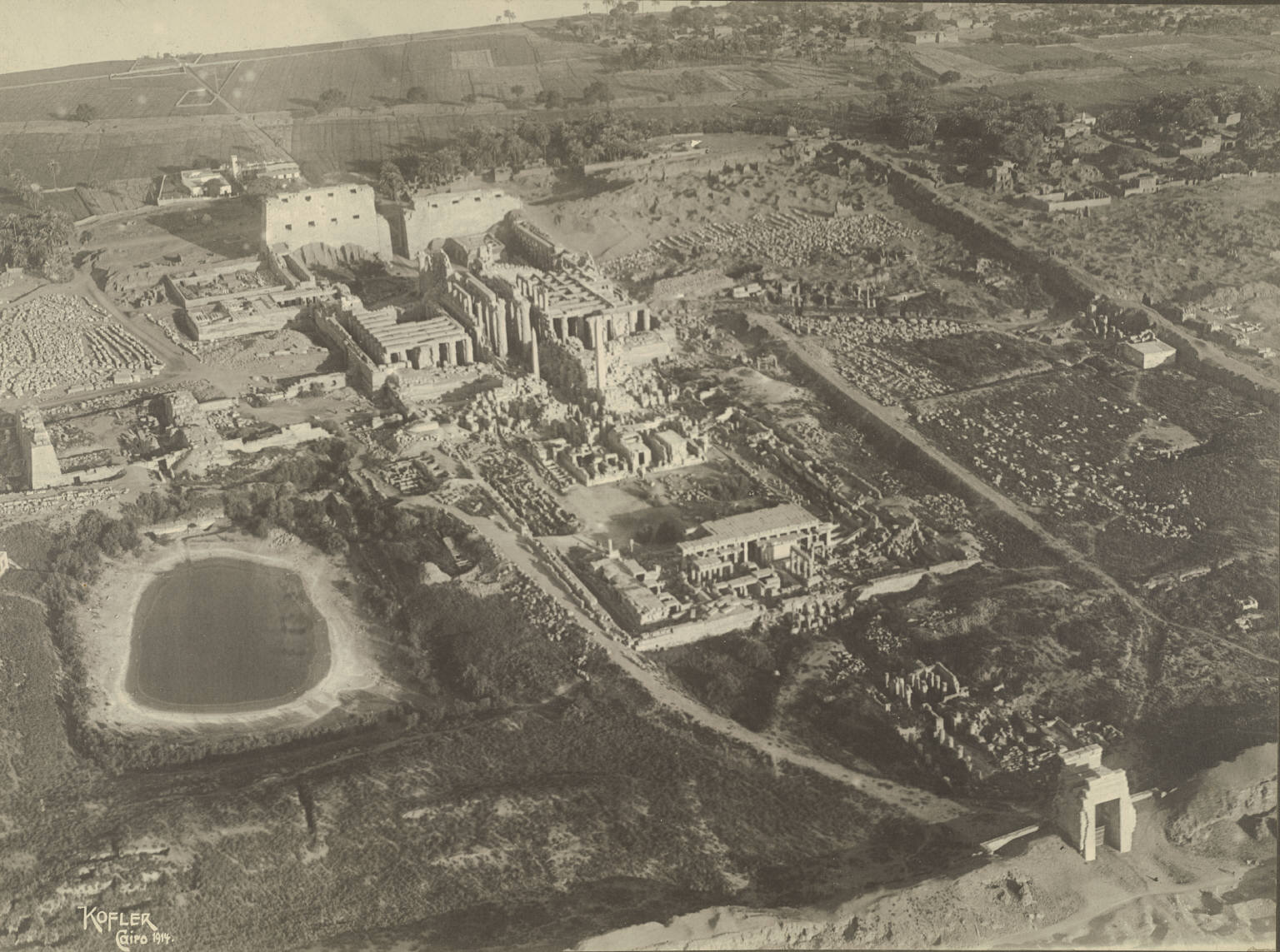
Photograph of the temple complex taken in 1914, Cornell University Library

El primer dibuix de Karnak es troba en el compte de viatge de Paul Lucas de 1704, (Voyage du Sieur Paul Lucas au Levant). És bastant inexacte, i pot ser bastant confús per als ulls moderns. Lucas va viatjar a Egipte durant 1699–1703. El dibuix mostra una mescla del Precinte d'Amun-Re i el Precinte de Montu, basat en un complex confinat per les tres enormes portes totolemaicas de Tolomeo III Euergetes / Tolomeo IV Filopator, i l'enorme 113 m de llarg, 43 m d'alt i 15 m de gruix, Primer Piló de la Unct.
Karnak va ser visitada i descrita successivament per Claude Sicard i el seu company de viatge Pierre Laurent Pincia (1718 i 1720–21), Granger (1731), Frederick Louis Norden (1737–38), Richard Pococke (1738), James Bruce (1769), Charles-Nicolas-Sigisbert Sonnini de Manoncourt (1777), William George Browne (1792–93), i finalment per diversos científics de l'expedició de Napoleó, inclòs Vivant Denon, durant el període 1798–1799. Claude-Étienne Savary descriu el complex amb força detall a la seva obra de 1785; sobretot tenint en compte que és un relat fictici d'un viatge fals a l'Alt Egipte, compost a partir d'informació d'altres viatgers. Savary va visitar el Baix Egipte entre 1777 i 1778, i també en va publicar una obra.